# Ladybug & Cat Noir: The Movie
Ladybug & Cat Noir: The Movie (titulada Miraculous: Las aventuras de Ladybug - La película en Hispanoamérica y Prodigiosa: Las aventuras de Ladybug - La película en España) anteriormenteː Ladybug & Cat Noir Awakening) es una película francesa musical de superhéroes animada por computadora escrita y dirigida por Jeremy Zag. Es una adaptación de la serie de televisión animada Miraculous: las aventuras de Ladybug, y sigue a dos adolescentes parisinos, Marinette Dupain-Cheng y Adrien Agreste, quienes se transforman en los superhéroes Ladybug y Cat Noir, respectivamente, para proteger la ciudad de los supervillanos, especialmente del tiránico Hawk Moth quien quiere apoderarse de los Miraculous con el fin de conceder un deseo.
Jeremy Zag anunció por primera vez una adaptación teatral en ComiKon İstanbul en 2018. La producción comenzó en 2019, y Zag confirmó que la trama explorará los orígenes de la franquicia. Es la segunda película cinematográfica basada en una serie animada de TF1 después de la película de 2009 Totally Spies! Le film.
Ladybug & Cat Noirː The Movie está programada para ser estrenada en Francia en 2023 por SND Films y en todo el mundo a través de Netflix el 28 de julio.

## Argumento
Marinette Dupain-Cheng, una adolescente torpe y socialmente incómoda que vive en París, va a la escuela intentando pasar desapercibida. A pesar de forjar una amistad con otra estudiante, Alya Césaire, Marinette intenta desesperadamente evitar la ira de Chloé Bourgeois, una niña rica y malcriada. Al intentar escapar, Marinette se encuentra con un chico llamado Adrien Agreste y se enamora de él. Adrien se ha vuelto increíblemente distante emocionalmente debido al reciente fallecimiento de su madre, Émilie Agreste. Igualmente conmocionado por su muerte, el padre de Adrien, Gabriel Agreste, usa el Miraculous de la Mariposa, una joya mágica, para transformarse en Hawk Moth y sembrar el caos, con la esperanza de atraer a los portadores de los Miraculous de la Mariquita y el Gato Negro. Dado que estos dos Miraculous combinados poseen un "poder más fuerte que la muerte", Gabriel espera usarlos para devolverle la vida a su esposa. 
La aparición de Hawk Moth es percibida por Wang Fu, guardián de la Caja de los Miraculous chinos, quien decide liberar los Miraculous de Ladybug y Cat Noir, pero estos salen volando. Fu persigue el Miraculous de Ladybug y corre hacia la calle, casi es atropellado por un autobús que se aproxima, pero es salvado por Marinette, quien sigue huyendo de Chloé. Fu se da cuenta de que Marinette se merece el Miraculous, viéndolo volar hacia su cartera. Marinette se esconde en una tienda de un callejón y se encuentra con Tikki, el Kwami de la Creación, mientras que su polo opuesto, Plagg, el Kwami de la Destrucción, se dirige hacia Adrien.
Tikki le explica la situación a Marinette, quien al principio se resiste a convertirse en una superheroína debido a su falta de confianza en sí misma y su torpeza innata. Tikki finalmente la transforma a la fuerza en la heroína Ladybug, y ella rápidamente se encuentra con Adrien, quien ahora ha usado su Miraculous para convertirse en Cat Noir. Ambos trabajan juntos torpemente para luchar contra La Gárgola, un villano "akumatizado" creado por Hawk Moth a partir de las emociones negativas de un civil parisino. La batalla termina cuando La Gárgola es atropellada por un tren, y Cat Noir casi es atropellado. Ladybug lo salva, lo que provoca que él se enamore de ella. Tras la pelea, Wang Fu se acerca a la pareja y les recalca la importancia de trabajar juntos.
Al principio, Marinette se niega a seguir siendo Ladybug, pero Hawk Moth recluta a más villanos para causar estragos. Armándose de valor para luchar, Marinette se transforma de nuevo y los derrota, junto con Cat Noir.
Tras derrotar a todos los villanos akumatizados que Hawk Moth les ha enviado, los dos superhéroes se arman de confianza para invitar a salir a su respectivo amor: Marinette le confiesa sus sentimientos a Adrien, mientras que Cat Noir le confiesa su amor a Ladybug. Al desconocer sus verdaderas identidades, ninguna de las dos confesiones sale bien, lo que perjudica su trabajo en equipo. Herido por el rechazo, Adrien arremete contra su padre por negligencia.
Desesperado, Hawk Moth se akumatiza y comienza a causar estragos en París, lo que lleva a Ladybug y Cat Noir a la acción, aunque no como un equipo unido. Los héroes están abrumados, y a Ladybug le roban sus aretes, pero Marinette logra abrirse paso brevemente para salvar a Cat Noir de Hawk Moth. Cuando la máscara de Cat Noir se daña, Hawk Moth, horrorizado, descubre que Adrien es Cat Noir y renuncia a sus poderes Miraculous. Gabriel se explica ante Adrien, se arrepiente y comprende que el "poder más fuerte que la muerte" se refería al amor. Al verlo arrepentido por sus acciones, Adrien perdona a su padre y se reconcilia con él, mientras que Marinette recupera sus pendientes y le devuelve el Miraculous de la Mariposa a Wang Fu. Ladybug puede entonces utilizar todo su poder de creación usando el amor y reparar todo el daño causado a Paris. Gabriel es expuesto públicamente como Hawk Moth y arrestado, mientras Marinette regresa con su familia.
Pasan las semanas y llega el día del Baile de Invierno. Marinette llega con un hermoso vestido, para el deleite del público. Encuentra a Adrien, revelando que conoce su identidad, tras haber presenciado su reconciliación durante la pelea, y también revela su identidad. Luego se besan.
En la Mansión Agreste, Nathalie Sancoeur, la asistente de los Agreste, entra en una habitación oculta en la oficina de Gabriel. Dentro se encuentra el cuerpo de la madre de Adrien, con el Miraculous del Pavo Real. Una voz en off de Gabriel le ordena mantenerlo en secreto.

## Reparto
| Personaje                      | Actor de voz original       | Actor de voz original      | Actor de doblaje                   | Actor de doblaje        |
| ------------------------------ | --------------------------- | -------------------------- | ---------------------------------- | ----------------------- |
| Marinette Dupain-Cheng/Ladybug | Cristina Vee                | Anouck Hautbois            | Jessica Ángeles                    | Laura Pastor            |
| Marinette Dupain-Cheng/Ladybug | Lou Jean (canciones)        | Lou Jean (canciones)       | Denisse Aragón (canciones)         | Laura Pastor            |
| Adrien Agreste/Cat Noir        | Bryce Papenbrook            | Benjamin Bollen            | Tommy Rojas                        | Rodrigo "Rodri" Martin  |
| Adrien Agreste/Cat Noir        | Drew Ryan Scott (canciones) | Elliot Schmitt (canciones) | Pascual Meza (canciones)           | Rodrigo "Rodri" Martin  |
| Tikki                          | Mela Lee                    | Marie Nonnenmacher         | Angélica Villa                     | Marta Méndez            |
| Tikki                          | Mela Lee                    | Cérise Calixte (canciones) | Romina Marroquín Payró (canciones) | Irene Salas (canciones) |
| Plaga                          | Max Mittelman               | Thierry Kazazian           | Irwin Daayán                       | Antonio Ramírez         |
| Nooroo                         | Lauren Amante               | Martial Le Minoux          | Elsa Covián                        | ¿?                      |
| Gabriel Agreste/Hawk Moth      | Keith Silverstein           | Antoine Tomé               | Dafnis Fernández                   | Roberto Encinas         |
| Gabriel Agreste/Hawk Moth      | Keith Silverstein           | Antoine Tomé               | Gabriel Covagil (canciones)        | Roberto Encinas         |
| Wang Fu                        | Paul St. Peter              | Gilbert Levy               | Óscar Rangel                       | Alfredo Martínez        |
| Tom Dupain                     | Cristopher Corey Smith      | Martial Le Minoux          | Carlo Vázquez                      | Antonio Ramírez         |
| Sabine Cheng                   | Anne Yatco                  | Jessie Lambotte            | Laura Torres                       | Isabel Gaudí            |
| Alya Césaire                   | Carrie Keranen              | Fanny Bloc                 | Alicia Barragán                    | Sara Iglesias           |
| Chloé Bourgeois                | Selah Victor                | Marie Chevalot             | Annie Rojas                        | Ana Esther Alborg       |
| Nino Lahiffe                   | Zeno Robinson               | Alexandre Nguyen           | Alberto Bernal                     | Artur Palomo            |
| Sabrina Raincomprix            | Cassandra Lee Morris        | Marie Nonnenmacher         | Valentina Souza                    | Gema Carballedo         |
| Nathalie Sancoeur              | Sabrina Weisz               | Marie Chevalot             | Gabriela Guzmán                    | Laura Ramírez           |
| Emilie Agreste                 | Colleen O'Shaughnessey      | Jeanne Chartier            | Ana Alvarado                       | Paqui Horcajo           |
| La Maga                        | Shelby Young                | Flora Kaprielian           | Alessia Becerril                   | Isabel Fernández        |

## Producción
La película fue revelada por primera vez por Jeremy Zag durante el panel «Miraculous» en ComiKon İstanbul 2018 el 29 de septiembre de 2018. El 5 de diciembre de 2018, se reveló que la película se estrenará en 2021. Su trama será una mezcla entre el origen del universo y el final de la temporada 5. Terminar la temporada 4 y la temporada 5 antes de la película es una prioridad para el estudio. Al día siguiente, durante el panel de Miraculous en Comic Con Experience 2018, Zag reveló que la película será un musical y contará con música compuesta por él mismo.
El 16 de mayo de 2019, durante el Festival de Cine de Cannes 2019, se confirmó que la película se llamará «Ladybug & Cat Noir Awakening». Se reveló que la producción de la película está en marcha y que se anuncia como una aventura de fantasía romántica. También se ha confirmado que Michael Gracey, el director de The Greatest Showman, está trabajando en la película. El 7 de junio de 2019, Jeremy Zag reveló a través de su historia de Instagram, una canción para la película llamada «The Wall Between Us» (Ce mur qui nous sépare), interpretada por Lou Jean y Lenni-Kim. El 24 de julio de 2019, se reveló un solo interpretado por Lou para la nueva canción.
El 9 de septiembre de 2019, se lanzó un adelanto de un video musical de la canción The Wall Between Us. El 18 de septiembre de 2019, se lanzó el video musical. El 5 de octubre de 2019, se publicó un breve adelanto animado con Ladybug en el Instagram de Jeremy Zag. El 8 de enero de 2020, Jeremy Zag reveló algunos spoilers del musical animado.
El 12 de febrero de 2020, se anunció que Fantawild es uno de los estudios que ayudan a crear y animar la película. El 22 de julio de 2020, se anunció que el musical animado se estrenaría en 2021.

## Lanzamiento
El 21 de diciembre de 2019, se confirmó que la película se estrenará a fines de 2021, según Le Figaro.
El 18 de junio de 2021, en el Festival de Annecy, se reveló que la película se estrenará en Francia en la primera mitad de 2023.